# قطعنامه ۱۸۶۲ شورای امنیت
قطعنامه  ۱۸۶۲ شورای امنیت سازمان ملل متحد که در تاریخ ۱۴ ژانویه ۲۰۰۹ تصویب شد، سندی بین‌المللی دربارهٔ صلح و امنیت در آفریقا است. این قطعنامه طی نشست ۶۰۶۵ام با ۱۵ رای موافق، ۰ مخالف و ۰ ممتنع تصویب شد.